# Tofstärna
Tofstärna (Thalasseus bergii) är en havsfågel i familjen måsfåglar.

## Utseende och läte

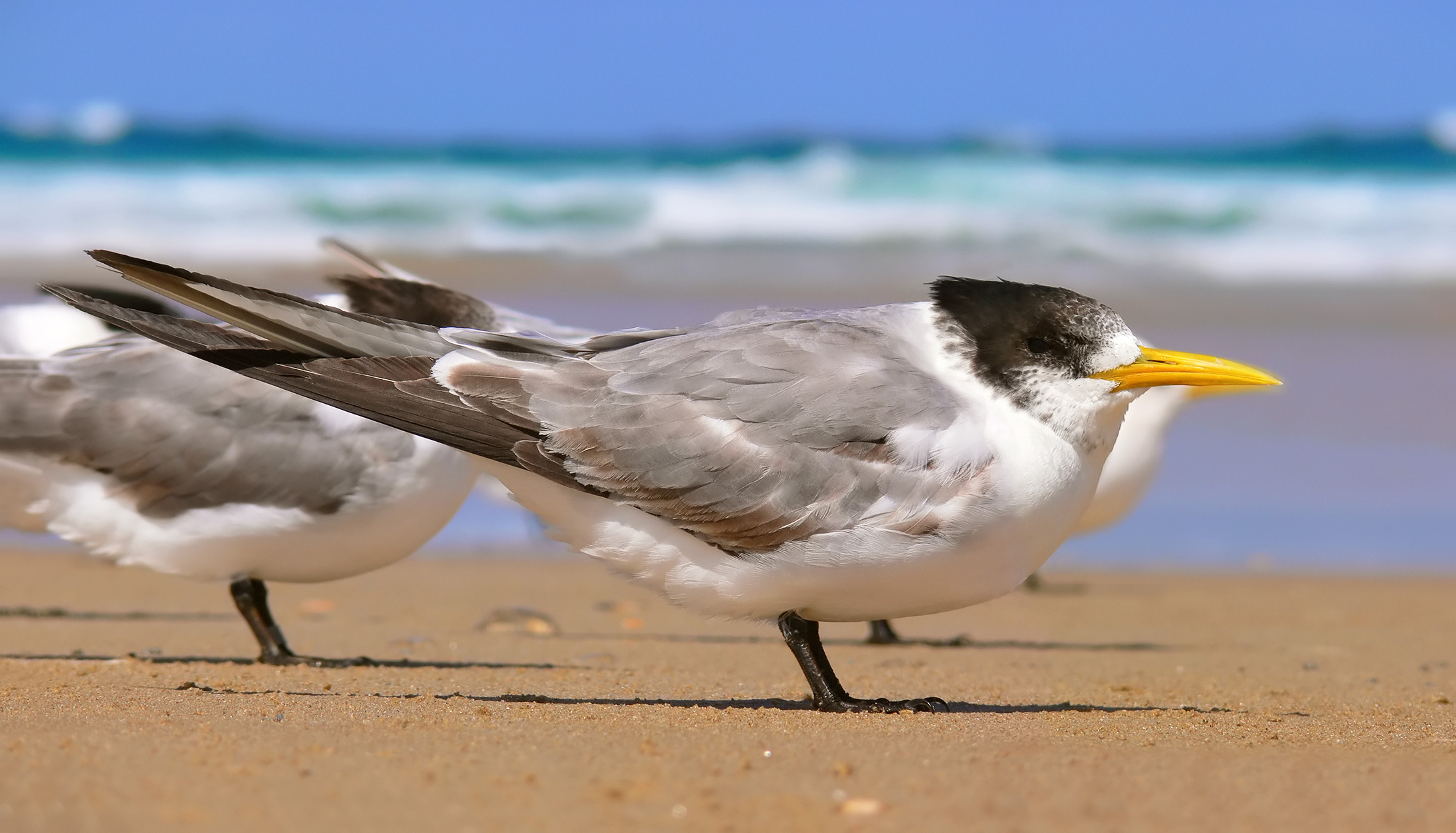
Tofstärna under sitt första levnadsår (1K).

Tofstärnan är en mycket stor och långvingad tärna med en kroppslängd på 50–54 cm, varav stjärtspröten utgör 7–10 cm. Näbben är mycket lång och rätt smal, med nedåtböjd näbbrygg. Färgen är karakteristiskt gröngul, dock något livligare under häckningstid. Ovansidan är grå, undersidan vit och hjässan svart med en raggig svart tofs. Pannan är vit även häckningstid, dock smalt mitt fram. Lätet är ett raspigt "karrack".

## Utbredning och systematik
Tofstärnan förekommer i den tropiska och subtropiska delen av gamla världen. Den häckar i ett område som sträcker sig från Sydafrika runt Indiska oceanen till centrala Stilla havet och Australien. Efter häckningstiden sprider de sig i ett stort område.
Tofstärna delas numera upp i fyra underarter:
- Thalasseus bergii bergii (inklusive enigma) – häckar i kustnära södra Afrika (Namibia till Moçambique)
- Thalasseus bergii. thalassinus - häckar i Tanzania, Seychellerna, på Aldabra, Rodrigues samt norra Madagaskar; sprider sig norrut till Somalia och söderut till södra Madagaskar
- Thalasseus bergii velox – häckar från Röda havet och nordvästra Somalia till Maldiverna, Myanmar och Sri Lanka
- Thalasseus bergii cristatus (inklusive gwendolenae) – häckar från Ryukyuöarna till sydöstra Kina till Filippinerna, Stora Sundaöarna, Wallacea, Nya Guinea, Australien och tropiska Stilla havet till sydöstra Polynesien

Arten beskrevs från början som Sterna bergii av den tyske naturvetaren Martin Lichtenstein 1823. Resultat ifrån studier av mitokondriellt DNA (Bridge, 2005) indikerar att de tre typiska huvudmönstren som tärnor uppvisar (ingen svart hjässa, svart hjässa och svart hjässa med vit panna) överensstämmer med tre distinkta klader. Utifrån dessa resultat föreslogs tofstärnan att flyttas till släktet Thalasseus som redan beskrevs 1822 av Heinrich Boie, men som övergavs ända tills resultaten av Bridge (2005) studier föreslog behovet av ett separat släkte.

## Ekologi

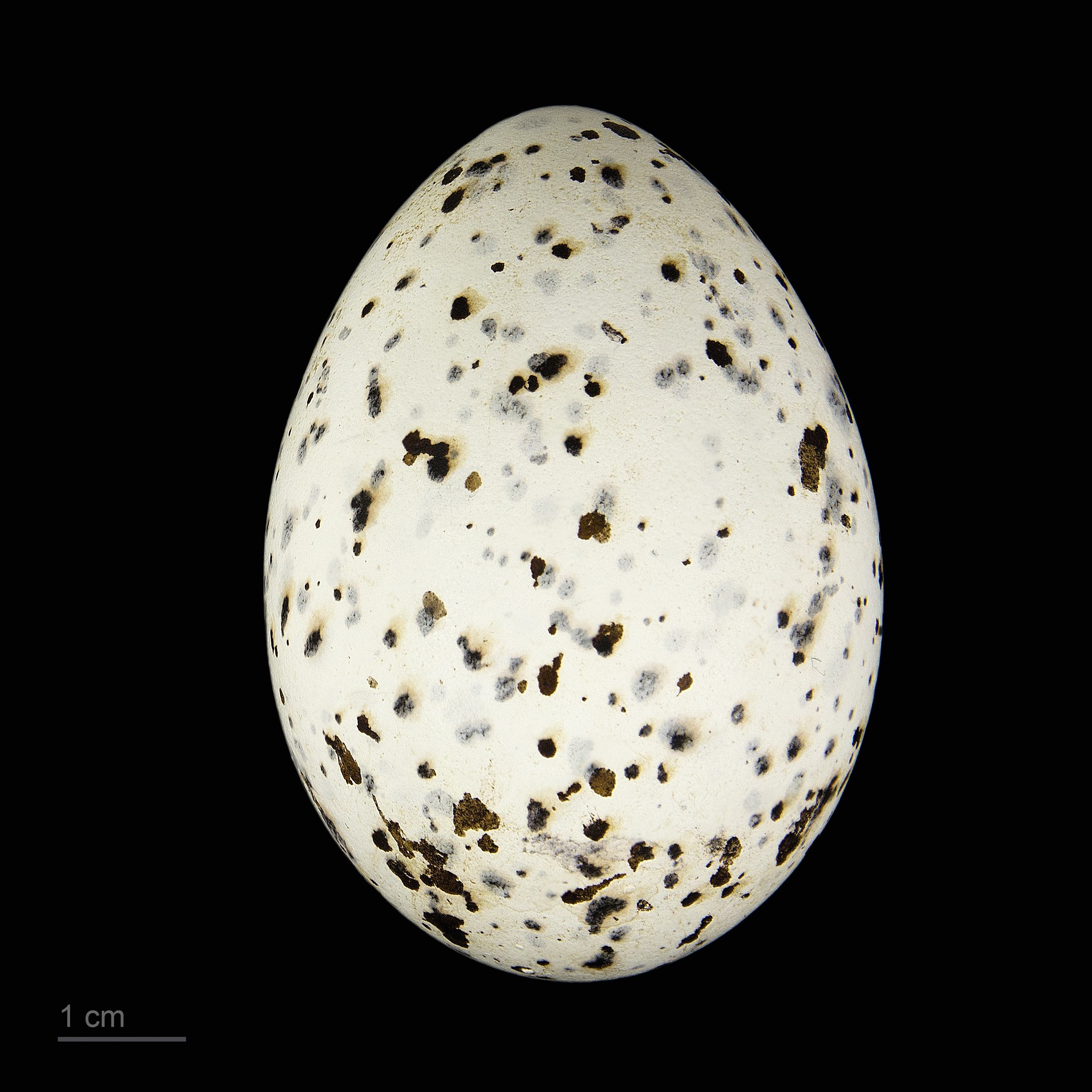
Ägg av tofstärna.

Den bygger bon i täta kolonier på kustremsor och öar och stannar hos sina föräldrar för matning i flera månader efter att de blivit flygga. Likt de andra arterna i släktet Thalasseus födosöker tofstärnan genom att störtdyka efter fisk, ofta i marina områden. Hanen erbjuder fisk till honan som en del av parningsleken.
Arten är anpassningsbar och följer efter fiskebåtar för bortslängd bifångst. Den brukar även ovanliga boplatser som hustak och artificiella öar i saliner och reningsverk. 

## Tofstärna och människan

### Status och hot
Dess ägg och ungar utsätts för predation ifrån måsar, trutar och ibisar. Mänsklig aktivitet som fiske, jakt och äggskördning har orsakat lokala populationsförminskningar. Det finns inga globala hot för fågeln som har en stabil total population på över 500 000 individer och IUCN kategoriserar artn som livskraftig (LC).

### Namn
Fågelns vetenskapliga artnamn hedrar Karl Heinrich Bergius (1790-1818), en preussisk apotekare, botaniker och naturforskare och samlare av specimen för Berlins museum vid Godahoppsudden 1816-1818. Fågeln har på svenska även kallats större iltärna.